# 马里尼
马里尼（法語：Marigny，法語發音：[maʁiɲi]）是法国芒什省的一个旧市镇，属于圣洛区。2016年，马里尼与市镇洛宗合并为新市镇马里尼勒洛宗。

## 地理
马里尼（49°5'56"N, 1°14'26"W）面积10.31 平方千米，位于法国诺曼底大区芒什省，该省份为法国西北部沿海省份，西、北、东北三面环大西洋，东起顺时针与卡爾瓦多斯省、奧恩省、马耶讷省和伊勒-维莱讷省接壤。
与马里尼接壤的市镇（或旧市镇、城区）包括：洛宗。

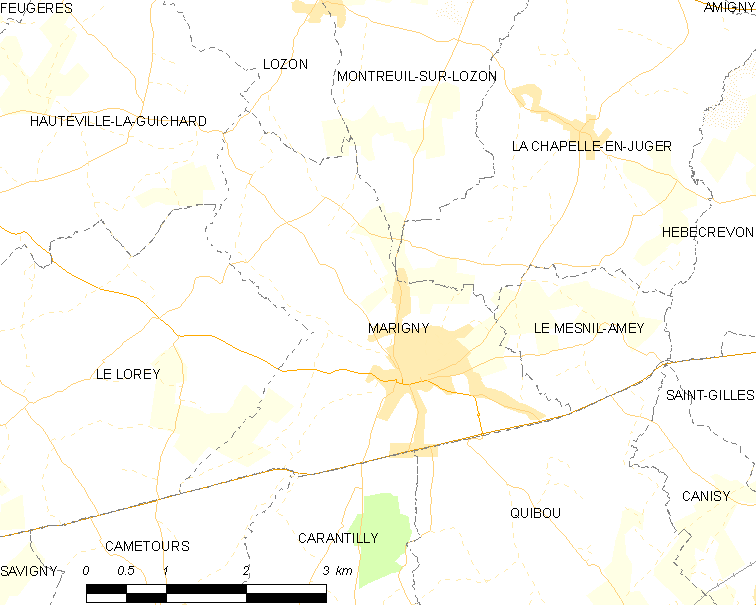
马里尼的OSM定位图

马里尼的时区为UTC+01:00、UTC+02:00（夏令时）。

## 行政
马里尼的邮政编码为50570，INSEE市镇编码为50292。

## 政治
马里尼所属的省级选区为圣洛第一县。

## 人口

1962-2008年间马里尼人口变化图示

马里尼于2018年1月1日时的人口数量为2356人。